# Åbo universitet
Åbo universitet (finska: Turun yliopisto) är ett finskspråkigt universitet i Åbo i Finland. Det grundades år 1920 och har i dag omkring 18 000 studenter. Universitetet är statligt sedan 1974. Åbo universitet är landets näst största universitet och världens äldsta finskspråkiga universitet.

## Grundande
Medel för universitetets grundande erhölls med en insamling, till vilken över tjugotusen personer bidrog. Som minne av detta står på huvudbyggnaden texten "Vapaan kansan lahja vapaalle tieteelle" ("Ett fritt folks gåva åt den fria vetenskapen"). Finland hade blivit självständigt några år tidigare och det svenskspråkiga Åbo Akademi hade 1918 likaså grundats med privata medel. Tidigare fanns i Finland det tvåspråkiga statliga Helsingfors universitet.

## Verksamhet
Åbo universitet är finskspråkigt och skall inte förväxlas med det svenskspråkiga Åbo Akademi, även om det finns en del samarbete, med möjlighet till studier över språkgränsen. För studerande från utlandet erbjuds en del helheter med kurser från båda universiteten.
Universitetets byggnader finns till största delen på och vid Universitetsbacken strax invid Åbo Akademi, så att de båda mer eller mindre har ett gemensamt campus. Universitetet har verksamhet också i Raumo, Björneborg och Salo.
Rektor för Åbo universitet är Marjo Kaartinen sedan augusti 2024.

## Fakulteter
- Humanistiska fakulteten
- Juridiska fakulteten
- Matematisk-naturvetenskapliga fakulteten
- Medicinska fakulteten
- Pedagogiska fakulteten
- Samhällsvetenskapliga fakulteten
- Tekniska fakulteten
- Åbo handelshögskola

## Rektorslängd
- 1922–1924 Artturi Virkkunen
- 1924–1932 V.A. Koskenniemi
- 1932–1934 Johannes Gabriel Granö
- 1934–1945 Einar W. Juva
- 1945–1948 Harry Waris
- 1948–1954 T. E. Olin
- 1954–1960 Osmo Järvi
- 1960–1970 Tauno Nurmela
- 1970–1975 Kaarlo Hartiala
- 1975–1981 Osmo Ikola
- 1981–1987 Arje Scheinin
- 1987–1993 Arne Rousi
- 1994–1997 Keijo Paunio
- 1997–2012 Keijo Virtanen
- 2012–2019 Kalervo Väänänen[1]
- 2019–2024 Jukka Kola
- 2024– Marjo Kaartinen

## Kanslerslängd
Kanslersposten vid Åbo universitet avskaffades 2013.
- 1921–1926 Richard Danielson-Kalmari
- 1926–1935 E.N. Setälä
- 1935–1945 Gustaf Komppa
- 1945–1955 Johannes Gabriel Granö
- 1955–1965 T. E. Olin
- 1965–1970 Rolf Nevanlinna
- 1970–1975 Tauno Nurmela
- 1975–1984 Kaarlo Hartiala
- 1984–1994 Olavi Granö
- 1994–1997 Jaakko Nousiainen
- 1997–2000 Keijo Paunio
- 2000–2003 Leena Kartio
- 2003–2009 Eero Vuorio
- 2010–2013 Pekka Puska